# Ghiacciaio Liotard
Il ghiacciaio Liotard è un ghiacciaio situato sulla costa della Terra di Adelia, in Antartide. Si tratta di un ghiacciaio lungo circa 11 km e largo 6 che, partendo dall'altopiano continentale, fluisce verso nord-nord-est fino ad entrare in mare, dove forma una piccola lingua glaciale che si estende fino a arrivare circa 7 km a ovest dell'isola Hélène.

## Storia
Il ghiacciaio Liotard è stato avvistato per la prima volta nel 1840 nel corso della spedizione esplorativa francese comandata da Jules Dumont d'Urville, il quale comunque, stando alle mappe da egli tracciate della costa, non lo riconobbe come un ghiacciaio. Successivamente il ghiacciaio fu fotografato durante ricognizioni aeree effettuate nel corso dell'Operazione Highjump nel gennaio del 1947, e quindi mappato più nel dettaglio durante una spedizione francese svolta dal 1949 al 1951. In seguito esso è stato così battezzato dal Comitato consultivo dei nomi antartici in onore di Andre-Frank Liotard, comandante della sopraccitata spedizione francese.